# 179876 Goranpichler
179876 Goranpichler este o planetă minoră (asteroid) din centura de asteroizi. A fost descoperită pe 5 octombrie 2002 la Observatorul Apache Point de Sloan Digital Sky Survey și a fost numită după Goran Pichler⁠(d). 
Obiectul prezintă o orbită caracterizată de o semiaxă mare de 2,4935287351853 UAi, o excentricitate de 0,10787806360004, o înclinație de 5,2638461691959 ° în raport cu ecliptica.